# Tula Mountains
Die Tula Mountains sind eine Gruppe ausladender Berge, die am Ostufer der Amundsenbucht im ostantarktischen Enderbyland liegen. Zu ihnen gehört der Gage Ridge, ein 11 km langer und teilweise schneebedeckter Gebirgskamm, der 4 km westlich des Mount Selwood aufragt.
Entdeckt wurden sie am 14. Januar 1930 von Teilnehmern der British Australian and New Zealand Antarctic Research Expedition (1929–1931) unter der Leitung des australischen Polarforschers Douglas Mawson. Ihre ursprüngliche Benennung Tula Range geht auf die Brigg Tula zurück, mit der der britische Seefahrer John Biscoe das Enderbyland im Jahr 1831 entdeckte. Die heutige Benennung geschah auf Vorschlag der Schlittenmannschaft um den Geodäten Graham Alexander Knuckey (1934–1969) von der 1958 durchgeführten Forschungsreise der Australian National Antarctic Research Expeditions.